# Kevin Beattie
Thomas Kevin Beattie (ur. 18 grudnia 1953 w Carlisle, zm. 16 września 2018 w Ipswich) – angielski piłkarz grający na pozycji obrońcy.

## Kariera piłkarska
Urodzony w Carlisle Kevin Beattie karierę piłkarską rozpoczął w 1971 roku w juniorach Ipswich Town. W 1972 roku zadebiutował w drużynie seniorskiej. W sezonie 1973/1974 został wybrany młodym zawodnikiem roku PFA (to była pierwsza edycja tej nagrody). Po Puchar Anglii w sięgnął w edycji 1977/1978 a w sezonie 1980/1981 wraz z drużyną osiągnął największy sukces w historii klubu – zdobycie Pucharu UEFA. Jednak medal za ten sukces otrzymał dopiero w 2008 roku w wyniku petycji zorganizowanej przez biografa Beattiego – Roba Fincha, gdyż nie wystąpił w finale z powodu kontuzji.
Zakończył karierę w 1981 roku, jednak wznowił ją w 1982 roku w Colchester United, skąd przeszedł do Middlesbrough. Później grał w Harwich & Parkeston, szwedzkim Sandvikens IF, norweskich Kongsberg IF i Nybergsund IL-Trysil i Clacton Town, gdzie ostatecznie zakończył karierę.

### Kariera reprezentacyjna
Kevin Beattie w reprezentacji Anglii w latach 1975-1977 rozegrał 9 meczów i strzelił 1 gola. Według Bobby’ego Charltona to był najlepszy piłkarz w kraju, jakiego on kiedykolwiek widział.

## Po zakończeniu kariery
Kevin Beattie w maju 2012 roku został skazany za oszustwa i przyjmowanie korzyści majątkowych. Został ukarany 3-miesięcznym dozorem policyjnym. Później przyznał, że jego działania były głupim błędem.

## Sukcesy

### Ipswich Town
- Wicemistrz Anglii: 1981
- Puchar Anglii: 1978
- Puchar UEFA: 1981

### Indywidualne
- Młody zawodnik roku PFA: 1974.

## Film
Kevin Beattie w 1981 roku zagrał u boku innych gwiazd piłki nożnej m.in. Pelégo, Kazimierza Deyny w amerykańskiej produkcji – Ucieczka do zwycięstwa.